# حويرة صباغية
حويراء صباغية أو حويرة صباغية هي نوعٌ من الحويرة يستخرج منها صباغ نيلي اللون جيد الصنف. منبتها البلاد الحارة.